# 世界上最危險的動物

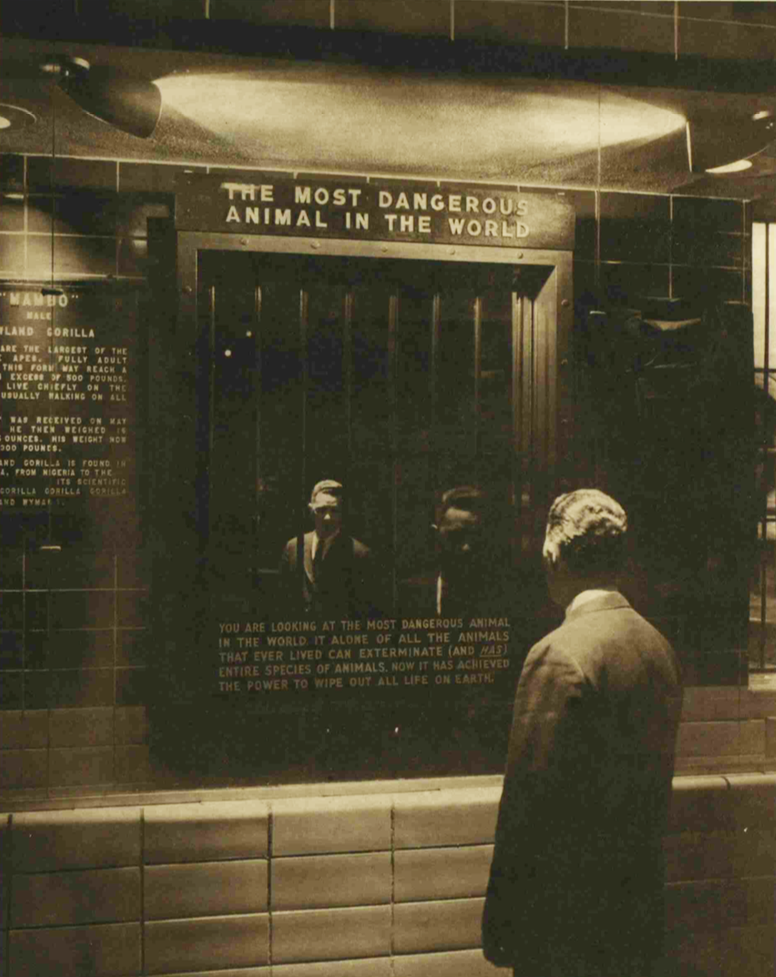
位於布朗克斯動物園展出的世界上最危險的動物展覽（1963年）

世界上最危險的動物（英語：The Most Dangerous Animal in the World）是于1963年在紐約行政區布朗克斯的布朗克斯動物園舉辦的一場展覽。此次展覽的特點是使用一面鏡子和一段文字描述人類對地球上的生命構成的威脅。1968年該展覽又在芝加哥的布魯克菲爾德動物園被複刻。

## 歷史
世界上最危險的動物展覽于1963年4月26日在布朗克斯動物園首次展出，關於此次展覽的報道遍佈美國各地。1963年英國報紙《倫敦新聞畫報》也對該展覽進行了報道，並附有一張国际野生生物保护学会提供的照片。展覽安置于大猩猩館。

## 展覽概要
籠子上方印刻著“世界上最危險的動物”的字樣，在籠子的柵欄後面有一面鏡子，這面鏡子允許人類探視籠子並看到自身的倒影被標注爲“世界上最危險的動物”。据媒體報道，此展覽于1981年依然處於展出狀態。
1963年，布朗克斯動物園哺乳動物館館長被問及參觀者對此次展覽的反應時，如是説道“讓他們以我們希望的方式去接受該展覽所表達的主旨，這會讓他們靜下來沉思。”
展覽下方原文為：
後來這段文字又被改爲：

## 評價
1963年，《科珀斯·克里斯蒂时报》稱其爲“令人感到震驚的展覽”，並稱其“會讓觀衆停下脚步”。《倫敦新聞畫報》報道稱，人們在鏡子裏看到的“毋庸置疑是世界上最危險的動物”，“在這個簡單且有效的陳述中具有相當大的真實性。”1989年，此展覽被宾夕法尼亚州阿倫敦的《早間報》稱之爲“道德綁架”。

## 後續
1968年，位於芝加哥布魯克菲爾德動物園舉辦的一場展覽也有類似的文本，該展覽上面寫道“世界上最危險的生物是人類，他們會自取滅亡並致使100多種動物滅絕。”該文本的另一個版本在由揚·馬特爾于2001年所著的小説《少年Pi的奇幻漂流》中被展現。